# 대한민국-칠레 관계
대한민국과 칠레 양국은 1962년 공식 수교하였으며 칠레 수도 산티아고에 한국대사관이 개설되어 있다. 대한민국 수도 서울에도 주한 칠레 대사관이 개설되어 있다. 2003년 사상 최초로 한국과 자유무역협정을 체결한 첫 국가가 되었다. 이에 한국 내에서 한국 농업인들의 거센 반발이 있었으나 양국 간 자유무역협정은 무난히 체결되었다. 대한민국의 대(對)칠레 수출은  23억8145만USD, 칠레의 대(對)대한민국 수출은 48억5796만USD(각 2011년)에 달하여, 칠레는 대한민국에 있어서 제34위의 수출국이자 제24위의 수입국이다. 정치적으로는 양국간 우호적 관계를 유지하고 있다. 모두 2,510 명(재외국민 2,462명, 시민권자 48 명)의 한민족들이 칠레에 거주(2010년 12월 기준)하고 있다.

## 관계의 발전
- 1962년 수교
- 2004년 자유무역협정 체결[7][8]

## 정무
| 대수 | 이 름          | 임기              | 비고 |
| ---- | -------------- | ----------------- | ---- |
| 1    | 진필식(陳弼植) | 1966.12 ~ 1967. 9 |      |
| 2    | 윤주영(尹胄榮) | 1967.11 ~ 1970. 8 |      |
| 3    | 김건희(姜春熙) | 1970. 8 ~ 1974. 1 |      |
| 4    | 한병기(韓丙起) | 1974. 4 ~ 1975. 5 |      |
| 5    | 장재용(張在鏞) | 1975. 8 ~ 1979. 5 |      |
| 6    | 윤경도(尹慶道) | 1979. 5 ~ 1981. 5 |      |
| 7    | 조광제(趙光濟) | 1981. 7 ~ 1984.10 |      |
| 8    | 서경석(徐京錫) | 1984.11 ~ 1987.10 |      |
| 9    | 이용훈(李龍勳) | 1987.10 ~ 1990.12 |      |
| 10   | 문창화(文昌華) | 1990.12 ~ 1993.10 |      |
| 11   | 강신성(姜信盛) | 1993.10 ~ 1996. 1 |      |
| 12   | 조명행(趙明行) | 1996. 1 ~ 1999. 8 |      |
| 13   | 조용하(趙庸河) | 1999. 8 ~ 2002. 8 |      |
| 14   | 신장범(愼長範) | 2002. 8 ~ 2005. 8 |      |
| 15   | 기현서(奇賢舒) | 2005. 8 ~ 2008. 5 |      |
| 16   | 임창순(任昌淳) | 2008. 5 ~ 2011. 5 |      |
| 17   | 황의승         | 2011. 6 ~ 2014. 6 |      |
| 18   | 유지은         | 2014. 7 ~ 2017. 4 |      |
| 19   | 정인균         | 2017. 5 ~         |      |

## 같이 보기
- 대한민국의 대외 관계
- 칠레의 대외 관계